# Santa Cruz, Sultepec
Santa Cruz, tidigare Santa Cruz Texcalapa, är en ort i kommunen Sultepec i delstaten Mexiko i Mexiko. Samhället hade 2 663 invånare vid folkräkningen 2020.